# Wohnhaus Zooallee 2

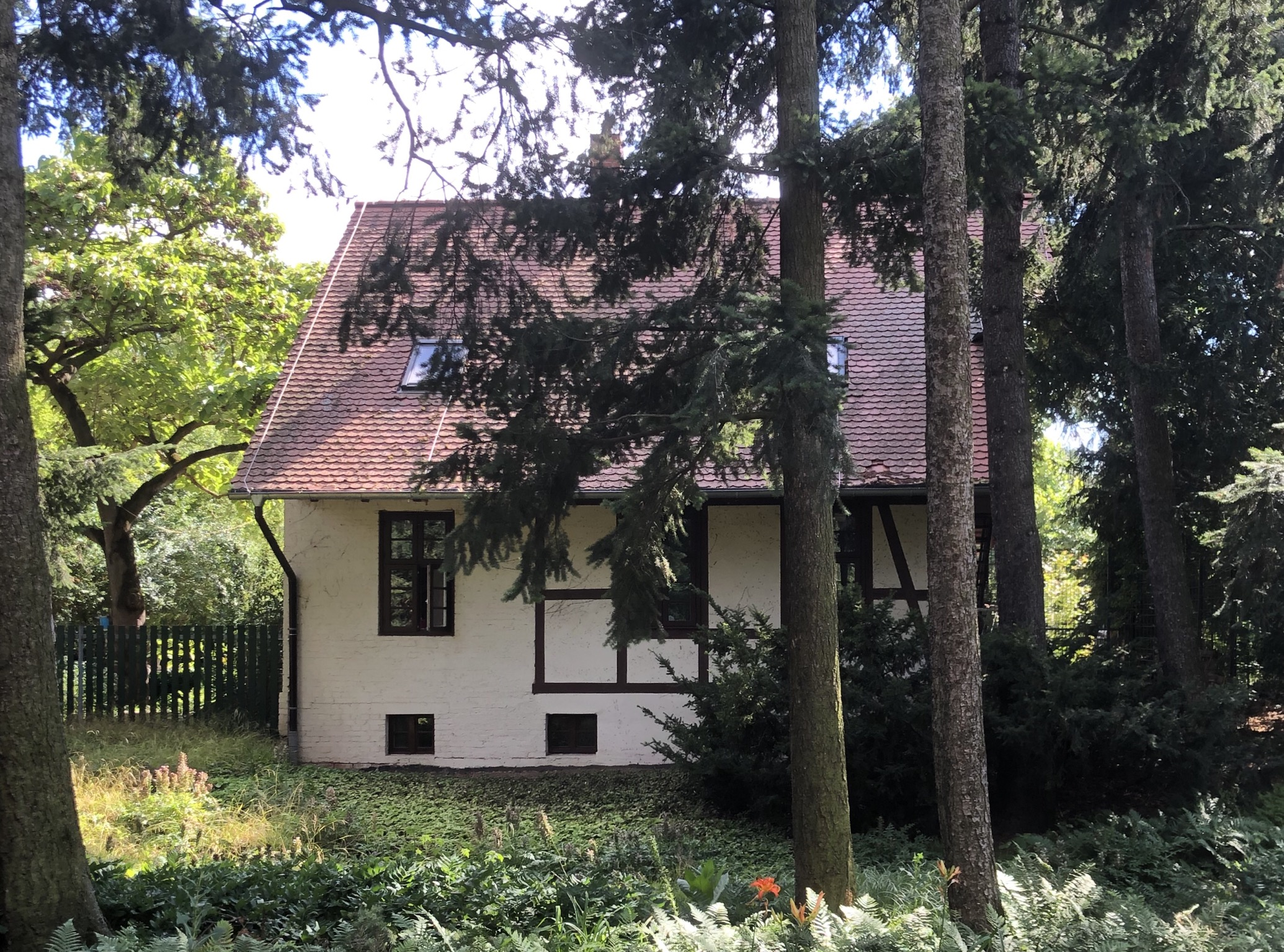
Wohnhaus Zooallee 2

Das Wohnhaus Zooallee 2 ist ein denkmalgeschütztes Wohnhaus in Magdeburg in Sachsen-Anhalt.

## Lage
Das Gebäude befindet sich im westlichen Teil des Vogelgesangparkes im Magdeburger Stadtteil Neue Neustadt. Nördlich erstreckt sich der Zoologische Garten Magdeburg. Südöstlich steht das gleichfalls denkmalgeschützte Haus Gärtnerei Zooallee 2.

## Architektur und Geschichte
Das eingeschossige Fachwerkhaus entstand im Jahr 1923 als Unterkunft für Gärtnereiangestellte des Vogelgesangparks. Der Grundriss des schlichten Gebäudes war annähernd quadratisch, die Gefache sind mit Ziegeln ausgemauert und zum Teil verputzt. In den 1960er Jahren erfolgte nach Südosten eine Erweiterung des Hauses in massiver Bauweise. Bedeckt ist der Bau von einem Satteldach.
Im örtlichen Denkmalverzeichnis ist das Wohnhaus unter der Erfassungsnummer 094 77050 als Baudenkmal verzeichnet.
Das heute unter der Adresse Zooallee 2 geführte Haus trug ursprünglich die Adresse Am Vogelgesang 12.